# Operacja permska (1918–1919)
Operacja permska – ofensywa białej Armii Rosyjskiej, przeciwko 3 i 2 Armii Czerwonej, prowadzona od końca listopada 1918 r. do początku 1919 r. Jej celem było zdobycie Kunguru i Permu, kluczowego ośrodka przemysłowego w regionie. Zakończona sukcesem białych; Perm został zajęty 25 grudnia 1918 r.

## Tło wydarzeń i przebieg operacji
Celem planowanej przez białych operacji było powstrzymanie zaplanowanej ofensywy czerwonych z Permu w kierunku Jekaterynburga, a w dalszej perspektywie przejęcie inicjatywy i wyparcie przeciwnika za Ural. Dowództwo Armii Czerwonej planowało swoją ofensywę mimo skrajnie trudnych warunków - panowały trzydziestostopniowe mrozy, a jednostki 3 Armii, utrzymujące front o długości 400 km, miały poważne problemy z transportem, zaopatrzeniem, niedostatkiem odpowiedniego umundurowania i obuwia. Plan dowództwa Armii Czerwonej zakładał, iż 3 Armia pod dowództwem Michaiła Łaszewicza (24,8 tys. bagnetów i 3600 szabel, 96 dział, 442 karabiny maszynowe) poprowadzi uderzenie na Jekaterynburg, zaś 2 Armia dowodzona przez Wasilija Szorina (8700 bagnetów i 820 szabel, 32 działa, 240 karabinów maszynowych) będzie uderzać w kierunku Krasnoufimska.
Plan operacji przeciwko 3 Armii został opracowany przez gen. Wasilija Bołdyriewa, dowódcę wojsk Dyrektoriatu, i osobiście zaaprobowany przez adm. Aleksandra Kołczaka. Zakładał on, że działania ofensywne w celu opanowania Permu przeprowadzi Grupa Jekaterynburska pod dowództwem czeskiego generała Radoli Gajdy wspierana przez Grupę Nadkamską pod dowództwem gen. Pawła Iwanowa-Rinowa (łącznie 68,5 tys. bagnetów, 5200 szabel, 70 dział i 230 karabinów maszynowych). Siły Gajdy miały następnie wyjść na brzeg Kamy i uderzyć na czerwonych kierujących się na Ufę.
Już 30 listopada oddziały 3 Armii rozpoczęły odwrót, opuszczając stację kolejową Byja w kierunku Kalina i Czusowej. 2 Armia starała się przyjść 3 Armii z pomocą, atakując w kierunku Krasnoufimska Grupę Nadkamską. Jej natarcie rozwijało się jednak na tyle wolno, że nie zdołało poważniej zaszkodzić przeciwnikowi, ani związać znaczącej części jego sił. 15 grudnia biali zajęli Kalino, natomiast 21 grudnia siły Gajdy wkroczyły do opuszczonego bez walki Kunguru. W ciągu kolejnych trzech tygodni 3 Armia nieustannie cofała się na zachód, ulegając przy tym faktycznemu rozkładowi. Armia Rosyjska wkroczyła do Permu 24 i 25 grudnia 1918 r. W mieście wzięła do niewoli 31 tys. jeńców, a także zdobyła 9 pociągów pancernych, 260 lokomotyw i 2500 wagonów. Przejęła również znaczące zapasy broni, opanowując zakłady zbrojeniowe w dzielnicy Motowilicha. Większość czerwonych jeńców została natychmiast rozstrzelana lub osadzona w obozach, gdzie umierali z powodu chorób, m.in. tyfusu. 
6 stycznia 1919 r. adm. Kołczak wydał swoim siłom rozkaz przejścia do obrony, gdyż krótko po klęsce 3 Armii, w dniach 29-31 grudnia 1918 r. 5 Armia czerwonych zdobyła Ufę.

## Rezultaty
Operacja permska zakończyła się całkowitym sukcesem białych. Zwycięstwo nad 3 Armią zostało przyjęte przez armię Kołczaka z ogromnym entuzjazmem, część jej dowódców i zwolenników uwierzyła, mając w pamięci również wcześniejsze sukcesy w Omsku i Archangielsku, że obalenie władzy bolszewików jest realne i bliskie. W sztabie Kołczaka po zdobyciu Permu przystąpiono do opracowywania planu potężnej ofensywy na Moskwę, którą zamierzano rozpocząć wiosną (natychmiastowe kontynuowanie natarcia, w miesiącach zimowych, byłoby na Syberii niemożliwe). Wierzono przy tym, że Armia Rosyjska po obaleniu Rady Komisarzy Ludowych będzie w stanie iść dalej na zachód i odzyskać całość ziem dawnego Imperium Rosyjskiego, w tym Polskę i Finlandię.
Strata Permu oznaczała dla bolszewików utratę kluczowego ośrodka przemysłowego w regionie. Z uwagi na rozmiary klęski 3 Armii utrata Permu w propagandzie i historiografii radzieckiej określana była jako katastrofa permska.